# Edvard Hanell

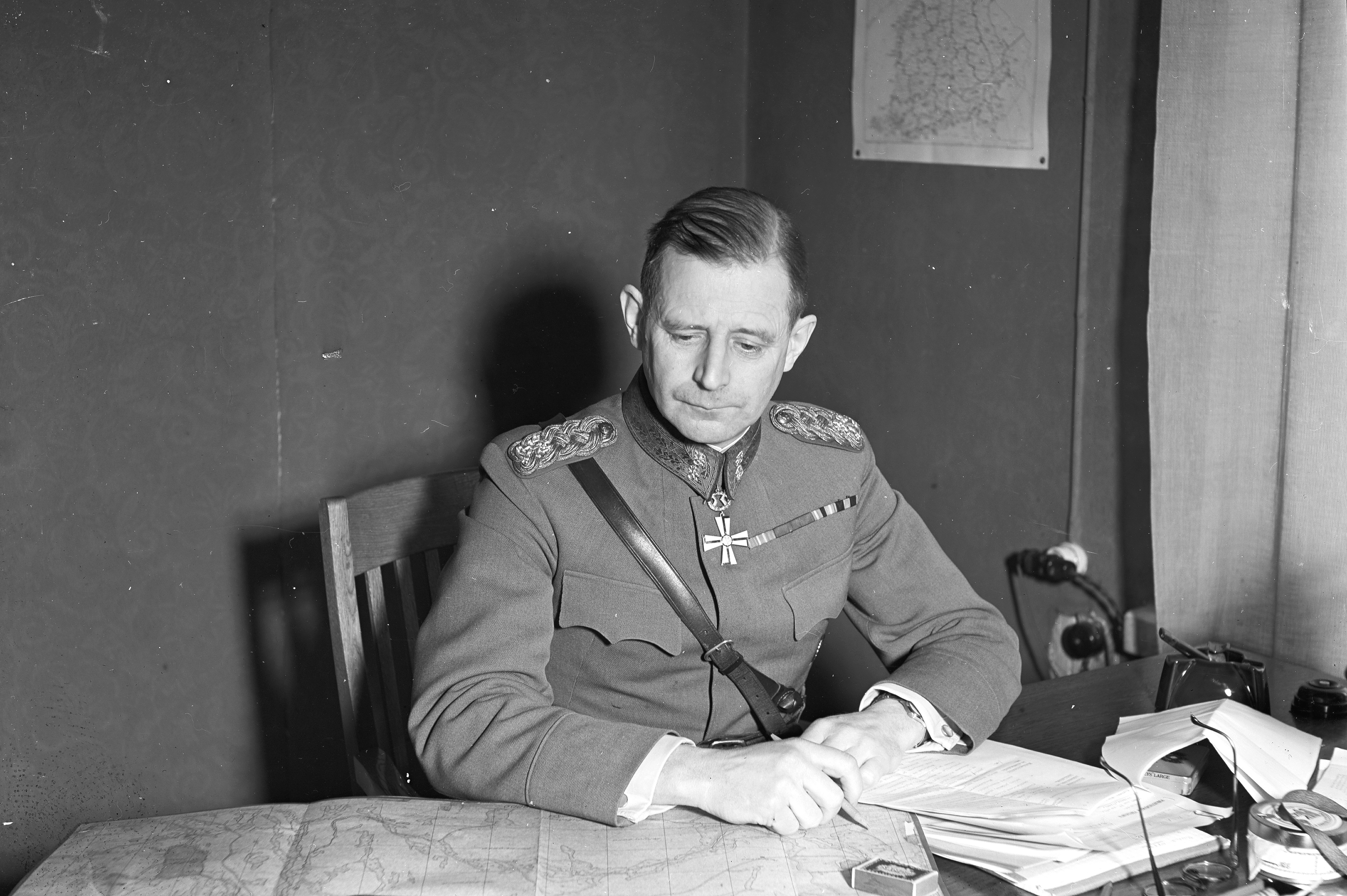
Edvard Hanell (1939/1940)

Edvard Fritjof Hanell (ur. 1 maja 1894, zm. 8 kwietnia 1947) – fiński generał, w czasie wojny radziecko-fińskiej dowódca Grupy Alandzkiej.
W dwudziestoleciu wojennym był m.in. komendantem Akademii Wojskowej w Helsinkach. Od marca do czerwca 1940 roku był tymczasowo szefem sztabu generalnego.
W latach 1940–1941 nadzorował budowę linii Salpa.